# 박휘순
박휘순(朴徽淳, 1977년 7월 10일 ~ )은 대한민국의 희극 배우이다.

## 생애 및 경력
경기도 수원시에서 무녀독남 외아들로 태어나 동남보건대학 컴퓨터응용학과 전문학사 졸업 이후 인하대학교 연극영화학과에 편입학 하였고 2001년 연극배우 첫 데뷔하였으며 이듬해 2002년 뮤지컬 배우 데뷔하였고 이어 같은 해 2002년 코미디TV에서 방송된 김용만이 진행한 '공포의 타이틀 매치'라는 프로그램에 질러맨으로 방송에 데뷔 이후, 2005년 KBS 20기 공채 개그맨이 되었다.
그리고 대표작에는 KBS 프로그램 《개그콘서트》 등이 있다.

## 학력
- 영생고등학교
- 동남보건대학 컴퓨터응용학과
- 인하대학교 연극영화과

## 예능/연기 활동
방송
- 2013년 《나인 투 식스》
- 2010년 《럭키 스트라이크 300》
- 2010년 《뜨거운 형제들》
- 2008년, 2009년, 2013년 《무한도전》
- 《지극히 사적인 TV》
- KBS 《개그콘서트》 2005년 ~ 2010년, 2016년 ~ 2020년
  - 《제3세계》 육봉달 역
  - 《패션 7080》 흥춘 역
  - 《누렁이》
  - 《내이름은 안상순》
  - 《변수무당》
  - 《꽃보다 남자》
  - 《솔로천국 커플지옥》 형제 역
  - 《리얼 사운드》 동창회 특집 출연, 육봉달 역
  - 《가족같은》 이현정의 남편 역
  - 《나쁜 녀석들》
  - 《봉숭아학당》 최배달 역, 고시생 역, 프로듀스 102등 장오복(장문복) 역, 졸라박 역, 77년생, 박어준 역
  - 《아무말 대잔치》
  - 《꽃길밴드》
  - 《뷰티잉사이드》
- 《코미디 파일》
- 《달려라 테일즈 런너》
- 《KM 클럽오디션 팸팸리그》
- 《폭소클럽 2》
- 《공포의 타이틀 매치》
- tvN 《코미디 빅리그》 : 4G팀
  - 《해결됐어요》
- tvN 《코미디 빅리고 시즌2》: 개통령팀
- tvN 《코미디 빅리그 시즌3》: 개통령팀
  - 《개소리 하고있네》
  - 《봉대봉대》
- tvN 《코미디 빅리그 시즌4》: 개통령팀, 미추미추팀
  - 《응답하라 쌍팔년도》
  - 《명사특강》 햇반스님 역
  - 《부자유친》
  - 《전설의 동아리》
- tvN 《코미디 빅리그 시즌5》
  - 《코빅열차》
  - 《사망토론》 게스트
- KBS2 《해피투게더》 (2016년 2월 25일) : 게스트
- 엠넷 《너의 목소리가 보여 시즌2》: 패널
- 엠넷 《너의 목소리가 보여 시즌4》 (2017년 3월 16일) : 패널
- EBS 라디오 《니하오 차이나》
- TV CHOSUN 《아내의 맛》
- 카카오 TV 《볼빨간 청춘》 (2018년 12월 10일 ~ 12월 27일) : 출연
- 채널A 《응급의료 완전정복》 (2019년 8월 25일 ~ 9월 8일) : 출연
- SBS 《신발 벗고 돌싱포맨》 게스트
- JTBC 《짠당포》-게스트

유행어
- "맨손으로 북경오리를 때려잡고, 떡볶이를 철근같이 씹어먹으며 달리는 마을버스 2-1에서 뛰어내린..." - 《개그콘서트》 〈제 3세계〉코너에서 육봉달 역으로
- 전 아무말도 안했어요. (봉숭아학당) 프로듀스 102등 장오복(장문복) 역으로
- 102등 복중의 복 장!오복이에요. (봉숭아학당) 프로듀스 102등 장오복(장문복) 역으로
- 좋아보여요? (봉숭아학당) 졸라박 역
- MBC 《미스터리 음악쇼 복면가왕》 - 저를 뽑아주시면 전남 영광입니다! 굴비세트 <참가자>

영화
- 《떡국열차》
- 《은밀하게 위대하게》
- 《선물》
- 《청담보살》
- 《DMZ, 비무장지대》
- 《미녀는 괴로워》
- 《공필두》
- 《삼거리 극장》
- 《그 남자의 책 198쪽》
- 《판타스틱 자살소동》
- 《챔피언 마빡이》
- 《무림여대생》
- 《바보》

드라마
- 《사랑도 리필이 되나요?》
- 《장희빈》
- 《메리대구 공방전》
- 《강남엄마 따라잡기》
- 《얼렁뚱땅 흥신소》
- 《빌리진 날 봐요》
- 《공부의 신》
- 《드림하이》
- 《무적의 낙하산 요원》
- 《최고의 사랑》
- 2012년 SBS 《도롱뇽도사와 그림자 조작단》 - 카메오 출연
- 《신의》
- 2013년~2014년 SBS 《세 번 결혼하는 여자》
- 2014년 SBS 《너희들은 포위됐다》 - 소개팅남 역
- 《한 번 더 해피엔딩》
- 《꽃선비 열애사》 - 옹 생원 역 (1,2회 특별출연)

## 광고
- 2005년 컴투스 새해맞이 컴투스 왕대박 프로젝트
- 2007년 SK텔레콤 네이트
- 2007년 KTF **080 KTF 통화료 무료존
- 2011년 와이디온라인 마에스티아 온라인
- 2013년 이니스프리 포레스트 포맨 퍼펙트 올인원 에센스
- 2019년 보건복지부 올바른 응급의료 기본상식

## 방송  출연
- 2011년 3월 2일 YTN《뉴스N이슈 - 이슈앤피플》

## 홍보대사
- 2006년 대구 e스포츠 페스티벌 홍보대사
- 2007년 서울소방방재본부 안전 홍보대사
- 2013년 한기범희망나눔 홍보대사
- 2013년 고양오리온스 2013시즌 홍보대사
- 2014년 동작구 홍보대사
- 2014년 서울 SK 나이츠 2014-2015시즌 홍보대사

## 수상
- 2005년 KBS 연예대상 코미디부문 남자 신인상

## 뮤직 비디오
- 2006년 장윤정 - 콩깍지
- 2010년 휘성 - 가슴 시린 이야기
- 2011년 임정희 - Golden Lady

## 가족 관계
- 사촌형 : 박성순
- 배우자 : 천예지 (1994년 ~ )

## 같이 보기
- 박영진
- 박지선
- 오나미
- 김구라
- 박명수
- 이기광
- 한상진
- 노유민
- 탁재훈
- 이경규
- 김구라
- 윤형빈
- 정형돈
- 노홍철